# Време Армагедона
Време Армагедона (енгл. Armageddon Time) америчка је филмска драма из 2022. године у режији и по сценарију Џејмса Греја. Главне улоге тумаче Ен Хатавеј, Џереми Стронг, Бенкс Репета, Џејлин Веб и Ентони Хопкинс. Инспирисан Грејевим искуствима из детињства, прича прати младог Јевреја који се спријатељује са бунтовном  Афроамериканем. Они започињу борбу са очекивањима своје породице и одрастањем у свету привилегија, неједнакости и предрасуда.
Премијерно је приказан 19. маја 2022. године на Канском филмском фестивалу, док је 28. октобра пуштен у одабране биоскопе у САД, пре 4. новембра када је започео регуларно приказивање, односно 1. децембра у Србији. Добио је углавном позитивне рецензије критичара.

## Радња
Дубоко лична прича говори о снази породице и генерацијској потрази за америчким сном.

## Улоге
| Глумац                | Улога              |
| --------------------- | ------------------ |
| Бенкс Репета          | Пол Граф           |
| Ен Хатавеј            | Естер Граф         |
| Џереми Стронг         | Ирвинг Граф        |
| Џејлин Веб            | Џони Дејвис        |
| Ентони Хопкинс        | Арон Рабиновиц     |
| Рајан Сел             | Тед Граф           |
| Тава Фелдшух          | Мики Рабиновиц     |
| Џон Дил               | Фред Трамп         |
| Ендру Полк            | господин Теркелауб |
| Ричард Бекинс         | директор Фицрој    |
| Џесика Частејн        | Меријен Трамп      |
| Дејн Вест             | Топер Лауел        |
| Лендон Џејмс Форленза | Чед Истман         |
| Џејкоб Макинон        | Едгар Романели     |